# Kamimuria infumata
Kamimuria infumata är en bäcksländeart som först beskrevs av Navás 1936.  Kamimuria infumata ingår i släktet Kamimuria och familjen jättebäcksländor. Inga underarter finns listade i Catalogue of Life.